# Matt Spaeth
Matt Spaeth (født 24. november 1983) er en amerikansk fodbold-spiller fra USA, der spiller for det professionelle NFL-hold Pittsburgh Steelers. Han spiller positionen tight end. Han har tidligere repræsenteret Chicago Bears.